# Reserva Natural del Brezal de Luneburgo
La Reserva Natural del Brezal de Luneburgo (en alemán: Naturschutzgebiet Lüneburger Heide ) es una de las reservas naturales más grandes y antiguas ( Naturschutzgebiete o NSG s) de Alemania, y la más antigua y más grande de Baja Sajonia . Se estableció por primera vez el 29 de diciembre de 1921 cuando el gobierno prusiano declaró un área de cuatro millas cuadradas como parque natural.

## Descripción de la zona
Los límites de la Reserva Natural del Brezal de Luneburgo son idénticos a los del Parque Natural del Brezal de Luneburgo. Se encuentra en la parte norte de la región conocida como el brezal de Luneburgo. Limita al norte con Hanstedt, al este con Egestorf, al sur con Bispingen y al oeste con Schneverdingen. En el centro de la reserva se encuentra el monte Wilseder, con 169,2 metros de altura sobre el NN, el punto más alto de la llanura del norte de Alemania, formado a partir de una cresta de morrena final por los glaciares de la era glacial.
Hacia 1900, las vastas extensiones de brezales se plantaron con bosques o se araron para la agricultura. En 1921, 21.000 hectáreas del brezal restante fueron declaradas reserva natural (la normativa entró en vigor en enero de 1922). En 1993 esta zona protegida se amplió a 23.440 hectáreas. A principios de 2007, la superficie de la reserva natural era idéntica a la del parque natural del brezal de Luneburgo. Sin embargo, el 14 de febrero de 2007 este último se amplió de nuevo a más de 1077 kilómetros cuadrados. Los distritos de Heidekreis y Harburg son responsables de la zona en su papel de autoridades de conservación de la naturaleza subordinadas.

## Flora y fauna
La reserva natural comprende un 60% de bosques, un 26% de brezales, un 8,5% de tierras cultivadas, un 3% de pastos, un 2% de marismas y un 1,5% de asentamientos, lagos, etc. Hay unas 5.100 hectáreas de brezales arenosos secos, el mayor brezal interior contiguo de su tipo (un Zwergstrauchheide) que queda en Europa central. La reserva también cuenta con extensos bosques de coníferas, predominantemente de pinos. Estos bosques se remontan a la reforestación del brezal en el siglo XIX. También hay pequeños rodales de árboles caducifolios más antiguos: robles y hayas. La elevada proporción de bosques hace que la Reserva Natural del brezal de Luneburgo sea una de las mayores zonas de bosques protegidos de Alemania. Además, hay arroyos y pequeños valles, pantanos, prados, pastos, campos y arenas abiertas.
La región es de suma importancia para la protección de biotopos y especies vegetales y animales. Es la única parte de Baja Sajonia de libre acceso en la que se puede encontrar el urogallo negro. Los resultados de los censos de urogallos han podido mostrar una mejora alentadora en los últimos años.

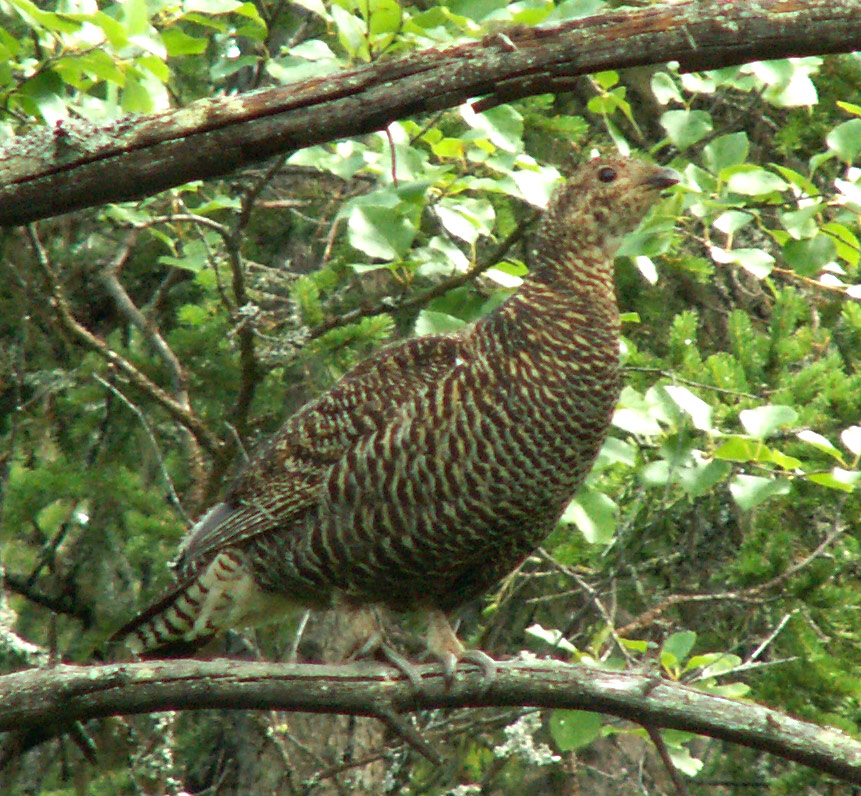
Urogallo negro (Lyrurus tetrix o. Tetrao tetrix)

### Población de urogallo negro
| Año  | Machos | Hembras | Total |  | Año  | Machos | Hembras | Total |
| ---- | ------ | ------- | ----- |  | ---- | ------ | ------- | ----- |
| 1978 | 21     | 12      | 33    |  | 1993 | 15     | 16      | 31    |
| 1979 |        |         |       |  | 1994 | 12     | 16      | 28    |
| 1980 | 14     | 7       | 21    |  | 1995 | 13     | 12      | 25    |
| 1981 | 12     | 4       | 16    |  | 1996 | 11     | 17      | 28    |
| 1982 | 11     | 9       | 20    |  | 1997 | 9      | 18      | 27    |
| 1983 | 14     | 10      | 24    |  | 1998 | 8      | 15      | 23    |
| 1984 | 15     | 6       | 21    |  | 1999 | 11     | 14      | 25    |
| 1985 | 6      | 7       | 13    |  | 2000 | 14     | 15      | 29    |
| 1986 | 14     | 10      | 24    |  | 2001 | 17     | 18      | 35    |
| 1987 | 23     | 19      | 42    |  | 2002 | 20     | 19      | 39    |
| 1988 | 27     | 22      | 49    |  | 2003 | 16     | 19      | 35    |
| 1989 | 28     | 19      | 47    |  | 2004 | 28     | 24      | 52    |
| 1990 | 27     | 19      | 46    |  | 2005 | 33     | 26      | 59    |
| 1991 | 24     | 17      | 41    |  | 2006 | 40     | 25      | 65    |
| 1992 | 16     | 15      | 31    |  | 2007 | 45     | 33      | 78    |

## Lugares de interés en la reserva natural

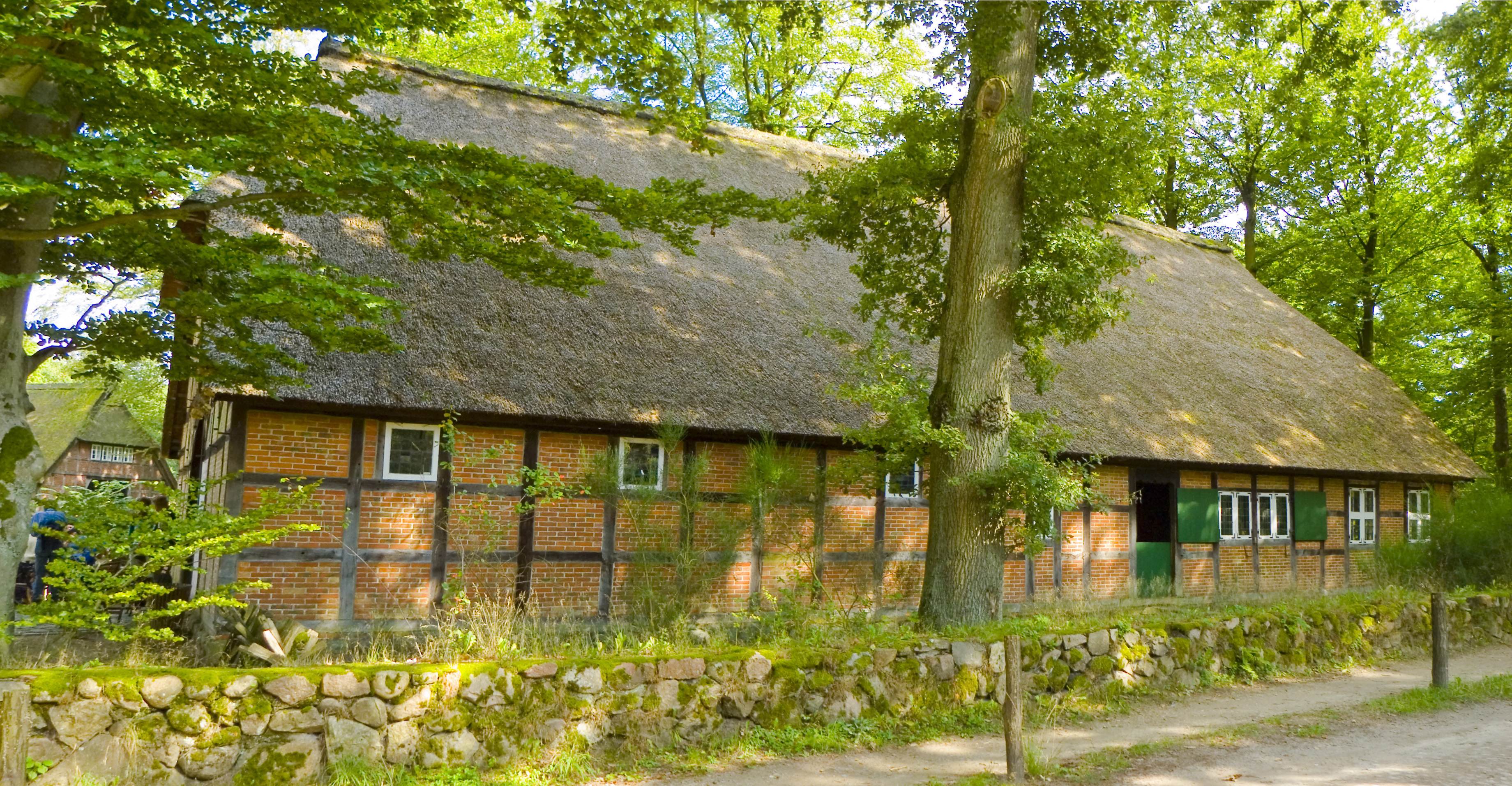
El Museo Heath Dat ole Huus en Wilsede

Wilsede cuenta con uno de los museos al aire libre más antiguos de Alemania: el Museo del Brezo (Heidemuseum), inaugurado en 1907 en un edificio histórico trasladado allí y conocido como Dat ole Huus ("la casa del brezo"). En el interior de la casa se puede ver cómo vivían y trabajaban los habitantes de los brezales, los Heidjer, en torno a 1900. Otros lugares de interés son el Emhof de Wilsede, la parte del brezal de Totengrund, las antiguas iglesias del brezal de Egestorf y Undeloh, los centros de información sobre la naturaleza de Döhle, Niederhaverbeck y Undeloh y el pantano de Pietzmoor, cerca de Schneverdingen. En la reserva natural también se encuentran túmulos de la Edad de Bronce, caminos y mojones históricos, muros de piedras depositados por los glaciares, antiguos corrales de ovejas y graneros con escalones exteriores conocidos como Treppenspeicher.
Las ovejas de los páramos locales, las Heidschnucken, pastan en el páramo para mantenerlo. Este método se complementa con medidas mecánicas como la siega o corte de turba, método conocido como Plaggen, y el uso controlado de la quema durante los meses de invierno. Estas medidas aseguran el necesario rejuvenecimiento del brezo. La incursión de los pinos debe mantenerse a raya mediante la tala regular ( Entkusselung ). Con la excepción de las dos carreteras que cruzan la zona, existe una prohibición general de vehículos motorizados para proteger el terreno y la vida animal y vegetal.

## Pioneros

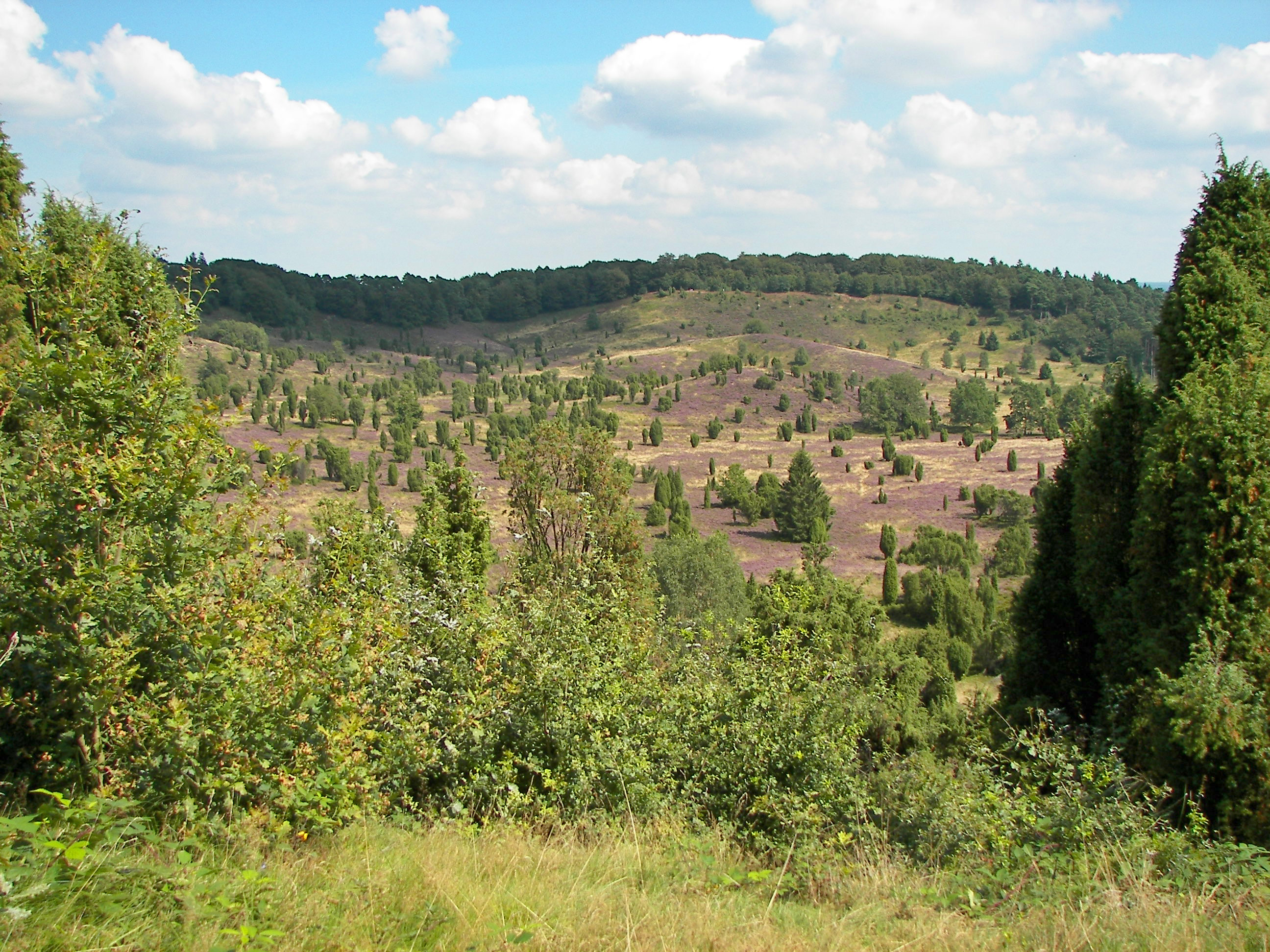
El área de Totengrund del brezal cerca de Wilsede

En 1905, un pastor de Egestorf, Wilhelm Bode (20 de octubre de 1860 - 10 de junio de 1927), compró una zona de brezales, el llamado Totengrund. Para ello contó con una donación de 6.000 marcos de oro de Andreas Thomsen, un profesor de Münster. En 1909, Bode fundó en Múnich la Asociación de Parques Naturales (Verein Naturschutzpark o VNP). Esta asociación se propuso proteger grandes extensiones de terreno y se basó en el concepto de parque nacional estadounidense. Quería preservar los brezales del centro del actual parque natural de las landas de Lüneburg de la urbanización, la forestación o la alteración por la agricultura. En 1910 adquirió el monte Wilseder. En la actualidad, la asociación es propietaria de más de 8.200 hectáreas del brezal de Luneburgo, y otras 1.100 hectáreas han sido alquiladas a largo plazo.
En enero de 1954, el comerciante de Hamburgo, Alfred Toepfer (1894-1993) se convirtió en presidente de la asociación. Había sido miembro desde 1927. Gracias a las buenas conexiones de Toepfer en política, la economía y las organizaciones conservacionistas extranjeras se pudieron dar pasos importantes. Para honrar a su padre fundador, Alfred Toepfer, la antigua Academia de Conservación del Norte de Alemania ( Norddeutsche Naturschutzakademie ) pasó a llamarse Academia de Conservación Alfred Toepfer en 1995.

## Entrenamiento militar
Una cuestión particular era la zona de entrenamiento militar en la mitad suroeste de la reserva natural, que se utilizaba constantemente y de forma intensiva. A partir de noviembre de 1950, las tropas británicas y canadienses utilizaron el campo de Reinsehlen, cerca de Schneverdingen, como campamento base para realizar ejercicios de blindaje en las zonas rojas del área de entrenamiento de Soltau-Lüneburg, así llamadas por su sombreado rojo en los mapas del área de entrenamiento. El Acuerdo Soltau-Lüneburg se firmó en 1959 entre la República Federal de Alemania, el Reino Unido y Canadá y fijó los límites de la zona de entrenamiento blindada. Al oeste de la carretera Behringen-Wintermoor se podían ver los efectos del uso intensivo de los vehículos de oruga aliados. Se rechazaron las propuestas de la Asociación de Reservas Naturales de trasladar los ejercicios con blindados a la gran zona de entrenamiento vecina de Munster Norte, de 10.000 hectáreas. Las fuerzas canadienses dejaron de utilizar la zona de entrenamiento bastante pronto, pero las fuerzas británicas siguieron realizando ejercicios allí hasta 1994.